# Clickbait (mini-série)
Clickbait (litt. « Piège à clics ») est une mini-série télévisée australo-américaine, créée par Tony Ayres et Christian White et mise en streaming le 25 août 2021 sur Netflix.

## Synopsis
Nick Brewer, un père de famille qui a récemment disparu, apparait dans une vidéo virale, qui contient un message effrayant disant qu'il mourra si la vidéo atteint 5 millions de vues. La vidéo l'accuse également d'abuser les femmes et d'en avoir tué une. Alors que la police part à sa recherche, les secrets de tous seront révélés petit à petit.

## Distribution
- Adrian Grenier (VF : Damien Ferrette) : Nick Brewer, le père de famille
- Zoe Kazan (VF : Alice Taurand) : Pia Brewer, la jeune sœur de Nick
- Betty Gabriel (VF : Déborah Claude) : Sophie Brewer, la femme de Nick
- Phoenix Raei (VF : Eilias Changuel) : Roshan Amiri, inspecteur de la police d'Oakland
- Abraham Lim (VF : Paolo Domingo) : Ben Park, impitoyable journaliste
- Motell G Foster (VF : Diouc Koma) : Curtis Hamilton, un ancien collègue de Sophie avec qui elle a eu une liaison
- Jessie Collins (VF : Ariane Aggiage) : Emma Beesly, la maitresse de Nick
- Ian Meadows (VF : Damien Boisseau) : Matt Aldin

## Production
Le tournage a lieu en Australie, dans l'État Victoria.

## Épisodes
1. La Sœur (The Sister)
2. L'Inspecteur (The Detective)
3. L'Épouse (The Wife)
4. La Maîtresse (The Mistress)
5. Le Journaliste (The Reporter)
6. Le Frère (The Brother)
7. Le Fils (The Son)
8. La Réponse (The Answer)